# Saison 10 de Skam France
 (septembre 2024).
La mise en forme du texte ne suit pas les recommandations de Wikipédia : il faut le « wikifier ».
Les points d'amélioration suivants sont les cas les plus fréquents. Le détail des points à revoir est peut-être précisé sur la page de discussion.
- Les titres sont pré-formatés par le logiciel. Ils ne sont ni en capitales, ni en gras.
- Le texte ne doit pas être écrit en capitales (les noms de famille non plus), ni en gras, ni en italique, ni en « petit »…
- Le gras n'est utilisé que pour surligner le titre de l'article dans l'introduction, une seule fois.
- L'italique est rarement utilisé : mots en langue étrangère, titres d'œuvres, noms de bateaux, etc.
- Les citations ne sont pas en italique mais en corps de texte normal. Elles sont entourées par des guillemets français : « et ».
- Les listes à puces sont à éviter, des paragraphes rédigés étant largement préférés. Les tableaux sont à réserver à la présentation de données structurées (résultats, etc.).
- Les appels de note de bas de page (petits chiffres en exposant, introduits par l'outil «  Source ») sont à placer entre la fin de phrase et le point final[comme ça].
- Les liens internes (vers d'autres articles de Wikipédia) sont à choisir avec parcimonie. Créez des liens vers des articles approfondissant le sujet. Les termes génériques sans rapport avec le sujet sont à éviter, ainsi que les répétitions de liens vers un même terme.
- Les liens externes sont à placer uniquement dans une section « Liens externes », à la fin de l'article. Ces liens sont à choisir avec parcimonie suivant les règles définies. Si un lien sert de source à l'article, son insertion dans le texte est à faire par les notes de bas de page.
- La présentation des références doit suivre les conventions bibliographiques. Il est recommandé d'utiliser les modèles {{Ouvrage}}, {{Chapitre}}, {{Article}}, {{Lien web}} et/ou {{Bibliographie}}. Le mode d'édition visuel peut mettre en forme automatiquement les références.
- Insérer une infobox (cadre d'informations à droite) n'est pas obligatoire pour parachever la mise en page.

Pour une aide détaillée, merci de consulter Aide:Wikification.
Si vous pensez que ces points ont été résolus, vous pouvez retirer ce bandeau et améliorer la mise en forme d'un autre article.
 (septembre 2024).
Cet article présente le guide des épisodes de la dixième saison de la web-série française Skam France.
La saison sort en « temps réel » sur la plateforme web France.tv par France.tv Slash, en courtes séquences à partir du 19 mars 2022.

## Synopsis
Cette saison est consacrée au personnage de Anaïs Rocha et de la question du viol, du consentement, et du féminisme.

## Acteurs principaux
- Zoé Garcia : Anais
- Abdallah Charki : Redouane
- Nathan Japy : Hugo
- Jade Perdri : Sacha
- Louise Malek : Jo
- Lucie Fagedet : Tiff
- Sohan Pague : Max
- Flavie Delangle : Lola
- Léo Mazo : Clément
- Ayumi Roux : Maya

## Acteurs récurrents et invités
- Fara Kassabeh : Frida
- Olivia Côte : Infirmière lycée
- Karen Dersé : Valérie
- Alain Bouzigues : Proviseur
- Aliocha Itovich : Vincent
- Kawsie Chandra : Sophia
- Inès de Broissia : Prof de cinéma
- Corinne Mighirditchian : Prof d'histoire géo
- Siméon Poissonnet-Maillet : Axel
- Anja Verderosa : Future Ex d'Hugo
- Charlotte Vecchiet : Amie féministe de Frida
- Jade Herbulot : Gynécologue
- Eleonore Gurrey : Psychologue
- Alice Suquet : Enquêtrice policière
- Aurélien Boyer : Policier accueil

## Équipe technique
- Créatrice : Julie Andem
- Réalisatrice : Shirley Monsarrat
- Adaptation : Cyril Tysz , Clémence Lebatteux , Karen Guillorel , Julien Capron
- Arches et Scénario de : Déborah Hassoun , Charlotte Vecchiet , Eleonore Gurrey , Joël Nsita et Jordan Raux
- Direction de collection : Déborah Hassoun et Charlotte Vecchiet
- Directeur de production : Benoît Auriol
- Casting : Camille Nasri et Winifrey Bandera Guzman

## Liste des épisodes[3]
1. Le Retour
2. Piégée
3. Ma faute
4. Punching-ball
5. Deuxième round
6. Nos douleurs
7. Révélations
8. Warrior
9. L'Épreuve finale
10. Promo 2022